# Святочный киберпанк, или Рождественская Ночь-117.DIR
«Святочный киберпанк, или Рождественская Ночь-117.DIR» — сатирический рассказ российского писателя Виктора Пелевина, написанный в 1996 году.

## Содержание
Рассказ моделирует ситуацию, когда из-за компьютерного вируса «Рождественская Ночь» или «РН-117.DIR» российский город Петроплаховск на сутки погружается в хаос. Как следует из названия, в этом произведении сочетаются жанры киберпанк и святочный рассказ. «Святочный киберпанк» можно рассматривать как ремейк рассказа Тургенева «Муму».
По сюжету, никому не удалось выяснить автора компьютерного вируса, а также то, каким образом произошло заражение. В этом прослеживается элемент фантастичности, характерный для святочных рассказов. Ходили слухи, что к вирусу мог быть причастен психически неуравновешенный инженер Герасимов. Он не принял перемен, произошедших в российском обществе в 1990-х годах, и главным символом этих перемен стал для него бультерьер. Войдя в долги, Герасимов купил себе собаку этой породы и дал ей кличку Муму. Он часто гулял с Муму возле реки и подолгу смотрел на воду. Узнав об этом, соседи подали на Герасимова в суд, по решению которого он был лишён права на собаку, которую отправили в спецсобакоприёмник. Деньги на содержание Муму выделил мэр Петроплаховска Александр Ванюков, являвшийся также криминальным авторитетом.
Во время рождественской ночи на компьютере Ванюкова активизировался вирус. Он перетасовал приказы мэра, поменяв адресатов. В результате уличные рабочие получили приказ «валить Кишкерова», профессиональным убийцам было сказано «чтобы к вечеру на центральной улице не было ни одного бугра» (бугор на жаргоне — большой человек, начальник), рэкетирам, державшим в заложниках милиционера, был направлен вопрос «когда же наконец будет сожжён мусор».
Несмотря на абсурдность приказов, подчинённые принялись их выполнять, уподобившись в этом компьютерам. Такой антигуманизм как раз характерен для жанра киберпанк. Узнав о происходящем в городе, Ванюков ворвался в свой кабинет и расстрелял компьютер из пистолета.
Из-за спровоцированной компьютером неразберихи, Муму не попадает в спецсобакоприёмник, а проводит несколько дней в коробке, а затем голодную и злую собаку доставляют Ванюкову домой. Когда мэр открывает коробку, бультерьер перегрызает ему горло.
В итоге Муму вернули к Герасимову. Он приобрёл коловорот для сверление прорубей, а на следующее утро его видели за городом. Он был со следами укусов, но «вид он имел просветлённый, победный, и его глаза походили на два туннеля, в конце которых дрожал еще неясный, зыбкий, но все же несомненно присутствующий свет».

## Публикации
Рассказ был впервые опубликован в 1996 году в первом номере журнала «Огонёк». Вошёл в состав сборника рассказов «Relics. Раннее и неизданное» (2005).